# 이혁
이혁(본명: 이재용, 李在鎔, 1979년 8월 26일 ~ )는 대한민국의 가수, 기타리스트로, 록 듀오 이혁밴드(H.Y.U.K)의 보컬이자 록 듀오 노라조의 전 멤버이다. 과거에는 소속사가 위닝 인사이트 엔터테인먼트였으나 현재 소속사는 UK레코즈이다. 오랜 기간 언더에서 활동하였으며, 2005년부터 2016년까지 그룹 노라조로 활동했다. 2018년부터 2020년까지 이혁밴드(H.Y.U.K) 활동과 병행하여 유튜브 이혁TV를 통해 팬들과의 다양한 소통을 활발히 하고 있었으나 이혁밴드의 기타리스트인 송준호의 탈퇴로 현재 솔로로 활동하고 있다. 유튜브에 영상을 업로드하고 있으나 현재 유튜브 라이브 대신 아프리카bj로 활동하고 있다.

## 유년 시절
이혁의 아버지는 음악을 하는 사람이었고, 집안 곳곳에 스피커를 걸어놓았다. 그런데 이혁이 4살 때, 집에 널려있던 스피커 한 대가 이혁의 머리 위로 떨어지면서 이혁은 혀를 깨문 상태로 넘어지는 사고를 당해 혀가 반 이상 잘렸고, 접합 수술을 받았다. 그 여파로 발음이 어눌하다고 한다.

## 경력
- 전) 3인조 락 밴드 Openhead 보컬
- 전) 6인조 언더그라운드 밴드 July 보컬
- 전) 2인조 노라조 보컬
- 전) 2인조 이혁밴드 보컬
- 현) 솔로로 활동(아프리카bj)

## 음반 목록
- 2003년 12월 5일 오픈헤드 1집 《Project.01》
- 2009년 3월 31일 디지털 싱글 〈Arche〉 (활동곡 - 남자)
- 2011년 8월 19일 디지털 싱글 〈She's gone〉 (리메이크)
- 2017년 10월 14일 디지털 싱글 〈마음에 없는 소리〉
- 2018년 1월 28일 디지털 싱글 〈It's Nothing〉
- 2018년 2월 24일 디지털 싱글 〈바람처럼 내게 다가와〉
- 2018년 4월 14일 디지털 싱글 〈살겠다〉

### 이혁밴드
- 2016년 8월 16일 디지털 싱글 〈One Shot〉
- 2016년 11월 28일 미니 음반 1집 《Holy Young Ultra Kingdom》
- 2017년 4월 18일 디지털 싱글 〈Just for u〉
- 2017년 9월 26일 미니 음반 2집 《2nd Mini Album》

### OST
- 2017년 12월 25일 〈막돼먹은 영애씨 16 OST Part 7〉 - 〈Hey my baby〉
- 2018년 6월 23일 〈시크릿 마더 OST Part 6〉 - 〈Beside you〉

## 방송
- 2009년 MBC 《공감토크쇼 놀러와》 259회
- 2011년 KBS2 《불후의 명곡 - 전설을 노래하다》 8회, 16회, 17회, 31회
- 2012년 KBS2 《불후의 명곡 - 전설을 노래하다》 32회
- 2012년 MBC 《공감토크쇼 놀러와》 389회
- 2015년 JTBC 《마녀사냥》 107회
- 2017년 MBC 《미스터리 음악쇼 복면가왕》 - 2017년! 꽃길만 걸으세요! <참가자 - 우승>
- 2018년 MBC 《MBC 스페셜》 772회 : 대한민국 이재용
- 2018년 KBS2 《불후의 명곡 - 전설을 노래하다》 354회
- 2018년 MBC 《미스터리 음악쇼 복면가왕》 - 가왕처럼 너에게 가겠다! 도깨비! <참가자 - 우승>